# Botanischer Garten Hanbury
Der Botanische Garten Hanbury (italienisch Giardini Botanici Hanbury) ist ein 18 Hektar großer Botanischer Garten in Italien. Er liegt am Capo Mortola bei Mortola Inferiore, Gemeinde Ventimiglia, Provinz Imperia, in der Region Ligurien.

## Geschichte

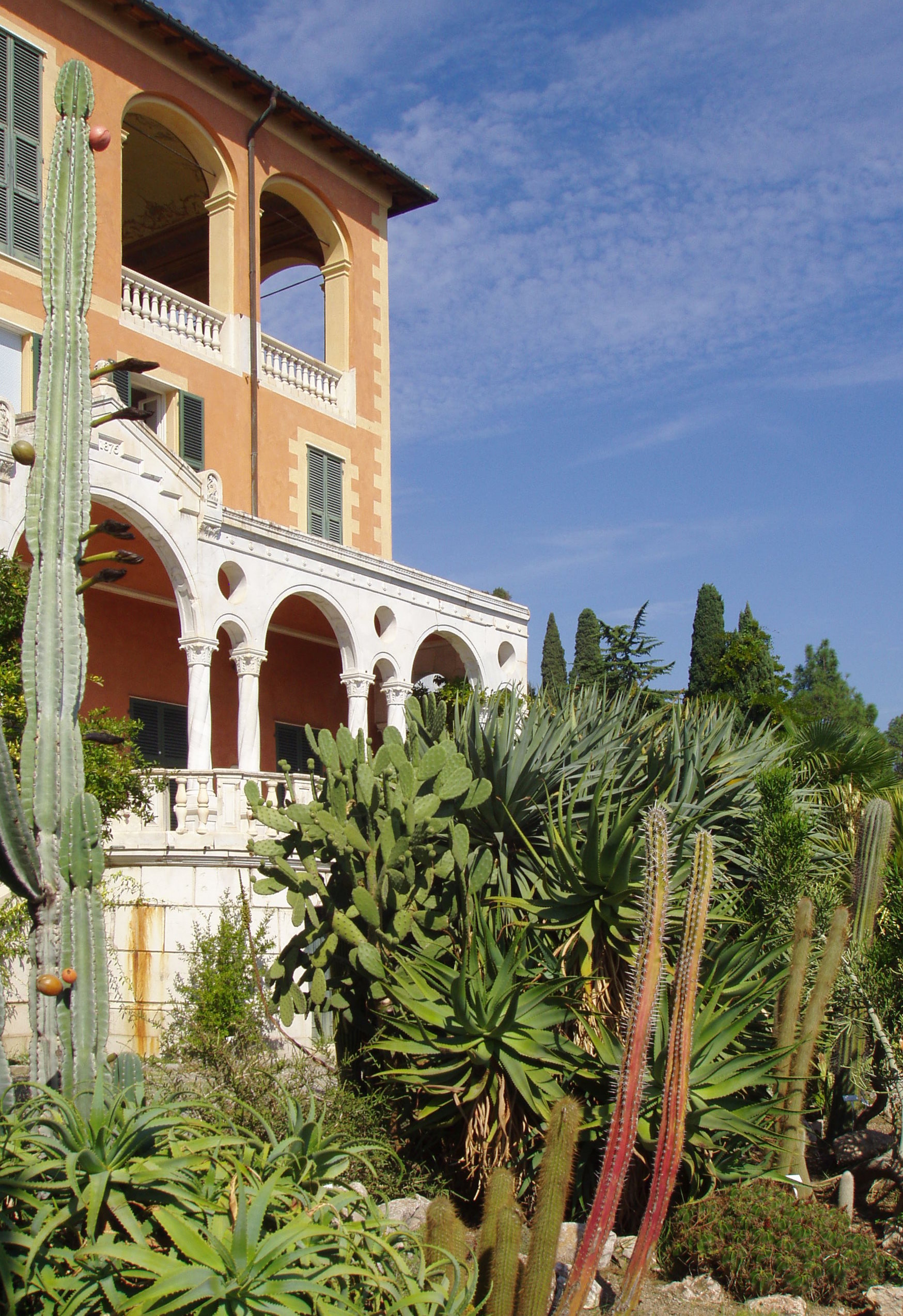
Villa Hanbury, ehem. Villa Orengo

1867 erwarb Thomas Hanbury 18 Hektar Land und die Villa Orengo am Kap Mortola, das zur Gemeinde Ventimiglia gehört. Durch die geschützte klimatische Lage war der Abhang mit Olivenhainen, Weinreben und Macchie bewachsen. Thomas Hanbury beschloss, hier mit Unterstützung seines Bruders Daniel Hanbury und später des deutschen Gärtners Ludwig Winter einen botanischen Garten anzulegen. Von 1894 bis 1897 war Kurt Dinter Kurator des Botanischen Gartens.
Bereits 1883 enthielt der Index seminum etwa 600 verschiedene Samenarten. Der dritte, 1912 veröffentlichte Katalog enthielt 5800 Arten. Thomas Hanbury starb 1907 und hinterließ seinem Sohn Cecil die Weiterführung des Gartens. Nach dem Ersten Weltkrieg widmete sich Lady Dorothy, Cecil Hanburys Frau, dem Wiederaufbau des Gartens. Im Jahre 1960 verkaufte Lady Dorothy den Garten an den italienischen Staat. Das Institut für Ligurische Studien bemühte sich um die Wiederherstellung, jedoch überschritten die Erfordernisse bei weitem die finanziellen Mittel des Institutes, so dass der Garten 1987 von der Universität Genua übernommen wurde.

## Garten

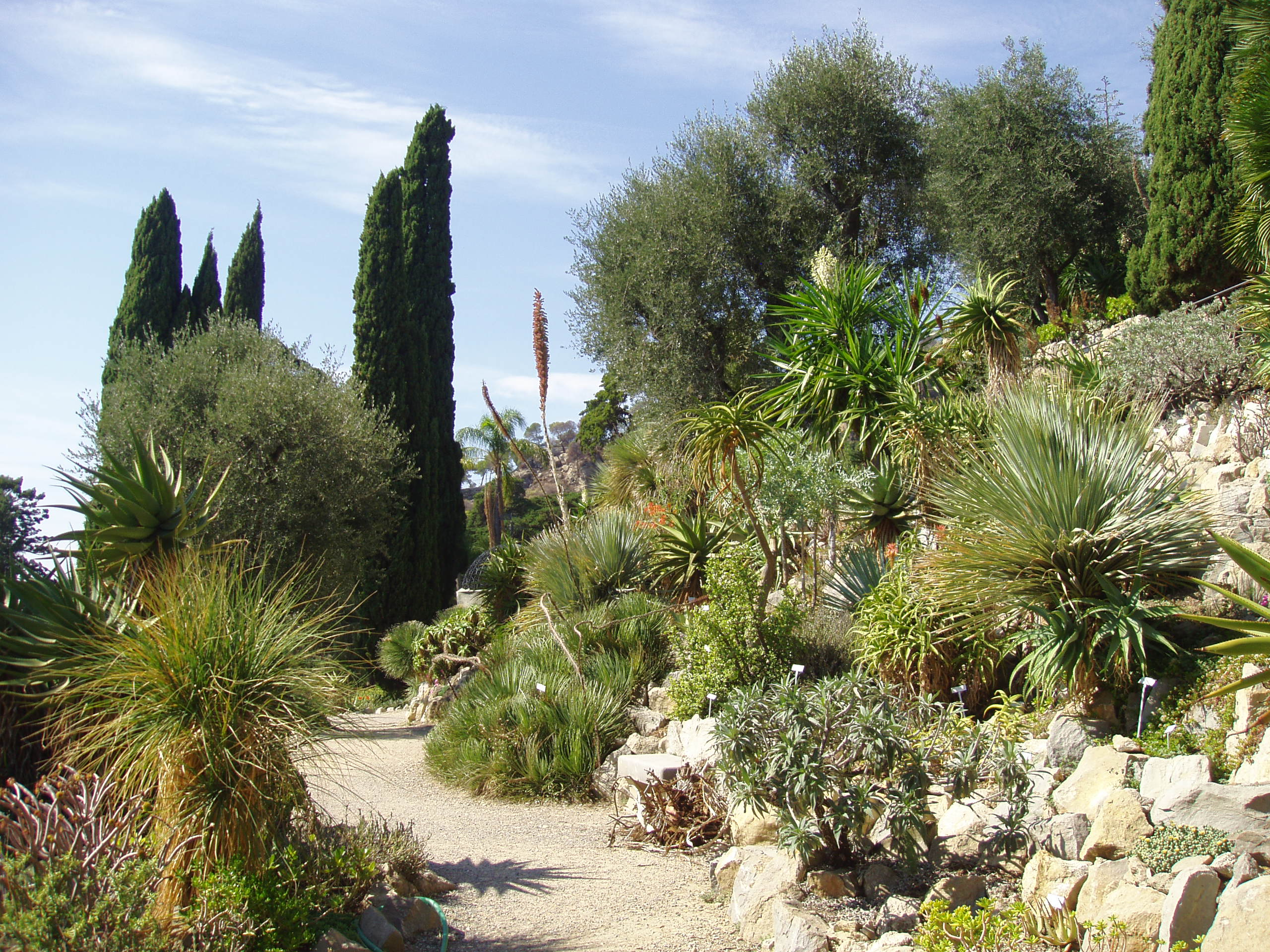
Gartenansicht

Der beschilderte Weg führt durch die Zone der „Vier Jahreszeiten“ (Quattro Stagioni), die Aloenzone, die Zone der Cyclamen, durch den japanischen Garten (Campana giapponese), weiter durch die „Pergola“, vorbei am Drachenbrunnen (Fontana del Drago), dem Garten der Gerüche (Giardino dei profumi) zum „Mausoleo Moresco“, wo die Asche Sir Thomas Hanburys und seiner Frau Lady Katherine Pease beigesetzt wurde. Ein Stück weiter hangabwärts überquert man die alte Römerstraße Via Julia Augusta und erreicht, nachdem man den alten Olivenhain (Viale degli Olivi) und den Salbeigarten durchquert hat, schließlich die Küste.
Der beschwerlichere Weg aufwärts führt durch den Pinienhain, vorbei an südafrikanischen Akazien, zum „Pozzo Veneto“. Auf halber Höhe des Hanges durchquert man den Australischen Wald (Foresta Australiana) mit Eukalyptusgewächsen aus Queensland und Western Australia, bis man die Südterrasse erreicht, wo man die Rosensammlung im „Giardinetti“ besichtigen kann. Noch gilt es, den Palmenhain, die „Viale delle Cycas“ und den Bananenwald zu durchqueren, bis man endlich den Peruanischen Pfefferbaum nahe dem Ausgang sichtet.
Am 1. Juni 2006 wurde der Garten in die italienische Vorschlagsliste für das UNESCO-Welterbe aufgenommen.

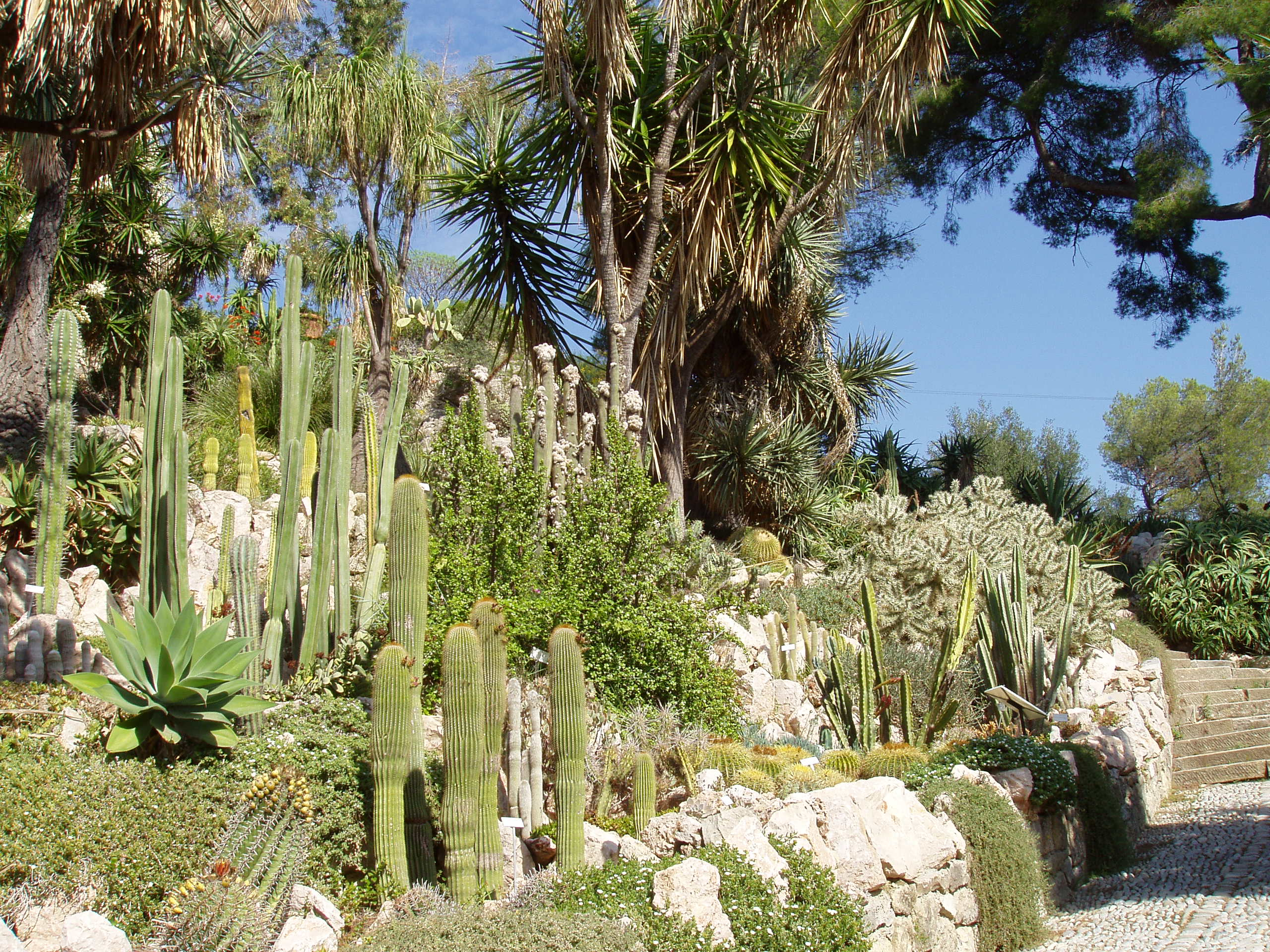
Kakteen
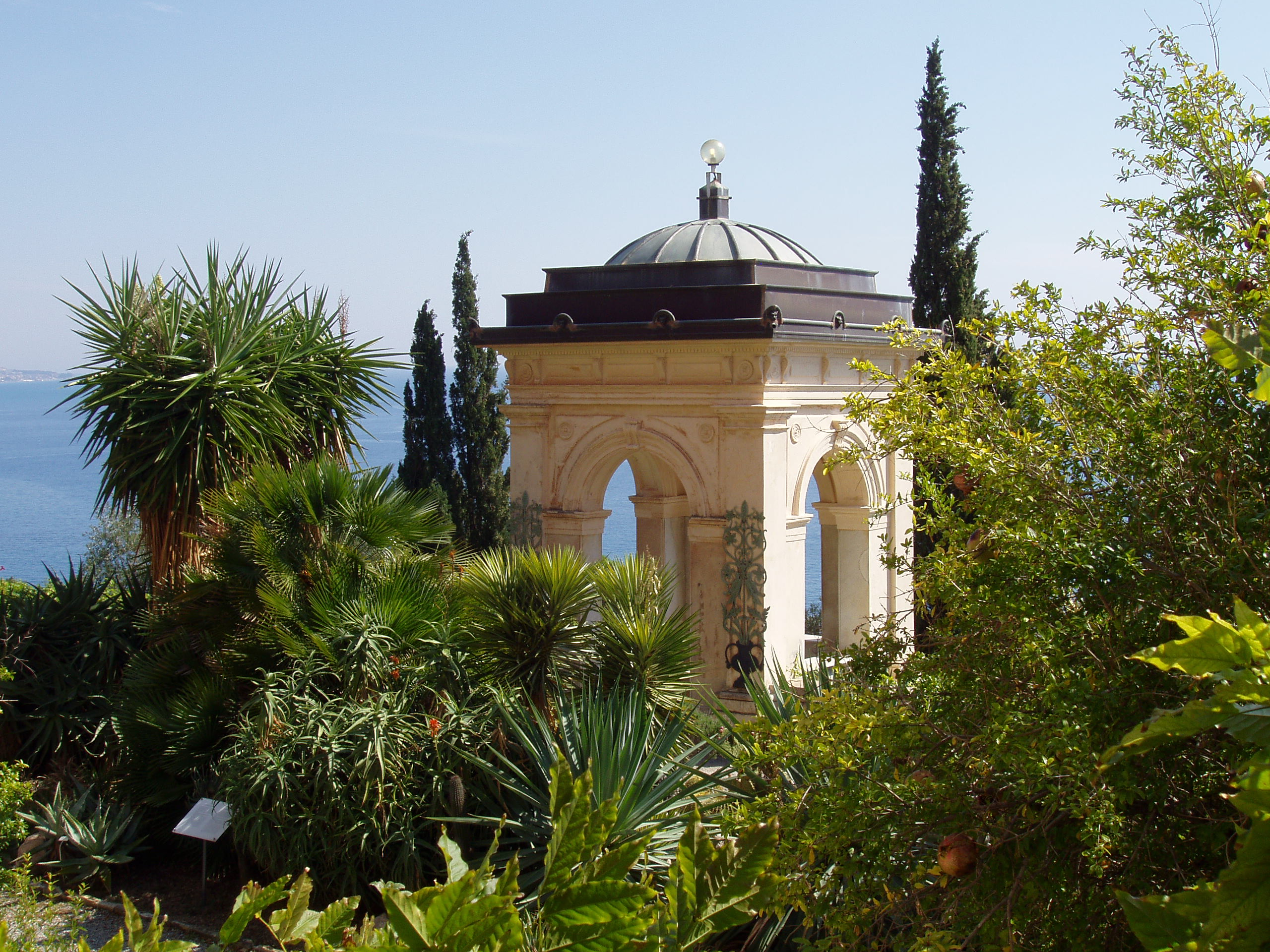
Pavillon
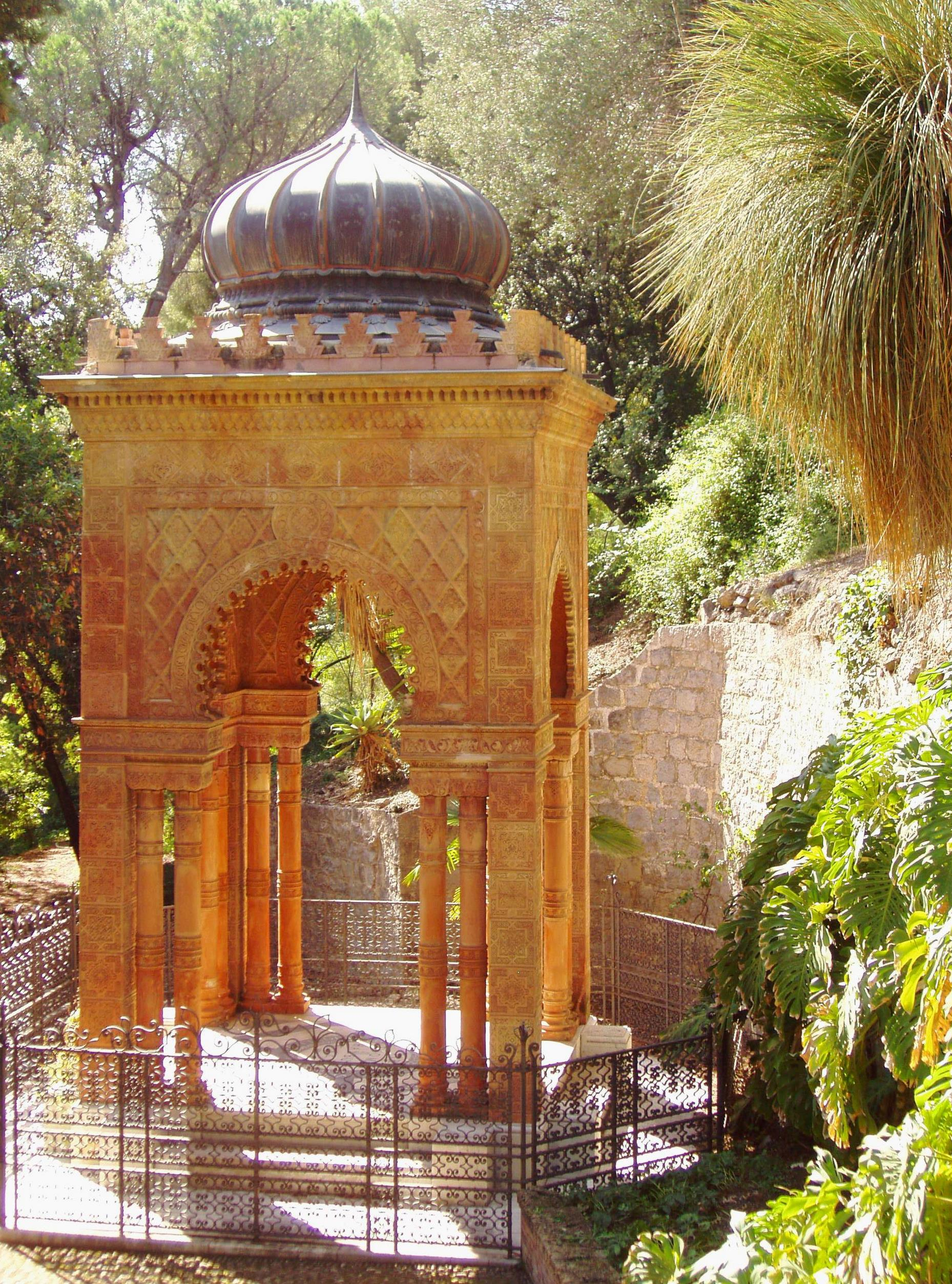
Grabdenkmal der Hanburys

## Historische Kataloge und Beschreibungen
Kataloge
- Gustav Cronemeyer: Systematic catalogue of plants growing in the open air in the garden of Thomas Hanbury FLS: Palazzo Orengo, La Mortola, near Ventimiglia, Italy. G. A. König, Erfurt 1889.
- Kurt Dinter: Alphabetical catalogue of plants growing in the open air in the garden of Thomas Hanbury FLS: Palazzo Orengo, La Mortola, near Ventimiglia, Italy. Waser Brothers, Genua 1897.
- Alwin Berger: Hortus mortolensis: Enumeratio plantarum in Horto Mortolensi cultarum. London 1912 (online).

Beschreibungen
- Friedrich A. Flückiger: La Mortola. A short description of the garden of Thomas Hanbury, Esq. Aus dem Deutschen übersetzt von Helen P. Sharpe, 1885, (online).
- George Edward Comerford Case: Riviera nature notes, a popular account of the more striking plants and animals of the Riviera and the Maritime Alps. 2. Auflage, Bernard Quaritch, London 1903, (online).
- Maura Mauratorio, Grace Kieran: Thomas Hanbury e il suo giardino - and his garden. Bachetta Editore, Albenga 1992, ISBN 88-900084-0-7.